# 劳特-贝恩斯巴赫
劳特-贝恩斯巴赫（德語：Lauter-Bernsbach，發音：[ˈlaʊtɐ ˈbɛʁnsbax]）是德国萨克森州厄尔士山县的城市，面积30.28平方千米，2023年12月31日人口为8,339人。该市镇于2013年1月1日由市镇劳特和贝恩斯巴赫合并而成。